# Boldklubben Hekla
 Ikke at forveksle med Hekla.
Boldklubben Hekla (eller BK Hekla) er en socialt engageret københavnsk fodboldklub hjemmehørende på Amager, som blev stiftet den 6. juni 1926 på Islands Brygge. Klubbens seniorhold spiller under Københavns Boldspil-Union (KBU) og afvikler deres hjemmebanekampe på idrætsanlægget Hekla Park vest for Amager Fælled.

## Historie
Indtil anlægget på den stærkt trafikerede Lossepladsvej åbnede officielt i sommeren 2003 havde amatørklubben deres klublokaler i en kælder i Egilsgade 26 (i dag omdannet til en bogcafé), mens medlemmerne spillede på boldbanerne på Artillerivej og klædte om i en skurvogn. Med flytningen til de nye boldbaner og det 368 kvadratmeter store nye klubhus på Hekla Park har klubben fået mere plads, bedre omklædningsfaciliteter, flere parkingspladser og flere muligheder for klubrelaterede aktiviteter. Klubben blev bevilget 4,3 millioner kroner til det nye klubhus, finansieret af Københavns Kommune (ved bevilling af 29. marts 2001, BR 116/01) med Københavns Idrætsanlæg som bygherre. Pilotering og dermed arbejdet på selve huset blev først påbegyndt den 9. september 2002, godt halvandet år senere end oprindeligt planlagt. Projektet holdt rejsegilde den 28. februar 2003 og klubhuset blev indviet ved en reception lørdag den 9. august 2003. På billedet øverst til højre i denne artikel ses klubhuset, hvoraf størstedelen bruges til omklædning (til venstre), bad/toilet og administration. Klublokalerne til de sociale aktiviteter (værerummet) er på 80 kvadratmeter (til højre) ud mod Lossepladsvej.
I foråret 1997 tog vicevært Alex Andreasen og pædagogmedhjælper Roger Mahlobo initiativ til oprettelsen af et hold mikroputter (18 drenge i alderen syv til ti år) og således havde fodboldklubben endelig fået oprettet en ungdomsafdeling, som forinden kun havde bestået af seniorspillere. Bryggens lokale fodboldhold havde i slutningen af 1990'erne kun godt 13 ungdomsmedlemmer. Da det blev vedtaget og der blev afsat midler til at bygge det nye klubhus i 2001 havde klubben 230 medlemmer, heraf 150 medlemmer under 18 år, men har sidenhen oplevet stor medlemstilgang, så antallet i 2004 var lige under 400 medlemmer, med 220 ungdomsmedlemmer, heraf godt 40 piger. Banetiderne til de to fodboldbaner tilknyttet Hekla Park er således fuldt besat og der er en venteliste. Det fik klubben til at ansøge om støtte til udvidelse af foreningens nybyggede klubhus kort efter invielsen med en tilbygning på 130 kvadratmeter, hvilket de dog fik afslag på. Klubben fik i 2002 endvidere for første gang etableret et damehold. I 2006 fik klubben deres egen bus til transport af spillere til og fra udebanekampe. Det grønne areal mellem Ballonparken og Artillerivej (kaldet Hekla Mini Park) benyttes stadig til fodbold af Boldklubben Heklas miniputter samt det nærliggende fritidshjem og skole.

### Tidligere formænd
- 199?-2003: Alex Andreasen
- 2003-2007: Tommy Pedersen
- 2007-2022: Jan Sørensen
- 2022-: Claus Lolk Frederiksen

### Årets 1. seniorspiller
- 2008: Rasmus Hougaard
- 2007: Theis Svendsen
- 2006: Patrick Pedersen
- 2005: Søren Ryder
- 2004: Thomas Walsøe
- 2003: Daniel Andersen
- 2002: Samie Laibi

### Årets 2. seniorspiller
- 2008: Samie Laibi
- 2007: Steffen Jørgensen
- 2006: Samie Laibi
- 2005: Kevin Brightmann
- 2004: Søren Ryder Jensen
- 2003: Søren Ryder Jensen

## Klubbens resultater

### DBUs Landspokalturnering
De sportslige resultater for klubben i DBUs Landspokalturnering igennem årene:
- 1979/80:
  - 1. runde: Boldklubben Fremad Valby mod Boldklubben Hekla 7-1
- 1959/60:
  - 1. runde: Horbelev Boldklub mod Boldklubben Hekla 5-4
- 1956/57:
  - 1. runde: Humlebæk Boldklub mod Boldklubben Hekla 3-1
- 1954/55:
  - 1. runde: Kalundborg GB mod Boldklubben Hekla 6-0

### Bedrifter i Danmarksturneringen
De sportslige resultater for klubbens førstehold i Danmarksturneringen igennem årene:

2.plads

| Niveau    | Turneringens navn         | Slutplacering KBU Serie 2 pulje 4 2009 2.plads |           |                           |          |  |
| Statistik | Topscorer                 | Bemærkning(er)                                 | 9         | KBU Serie 3, Pulje 1 2007 | 7. plads |  |
| 9         | KBU Serie 3, Pulje 1 2006 | 6. plads                                       | 22-10-4-8 | i/t                       |          |  |
| 9         | KBU Serie 3, Pulje 1 2005 | 8. plads                                       | 18-5-5-8  | i/t                       |          |  |
| 9         | KBU Serie 3, Pulje 1 2004 | 8. plads                                       | 18-4-2-12 | i/t                       |          |  |
| 9         | KBU Serie 3, Pulje 1 2003 | 9. plads                                       | 18-5-2-11 | i/t                       |          |  |

## Ekstern henvisning
- BK Heklas officielle hjemmeside